# June Mummery
June Alison Mummery (ur. 1964) – brytyjska przedsiębiorca i polityk, deputowana do Parlamentu Europejskiego IX kadencji.

## Życiorys
Dorastała w miejscowości Lowestoft. Zawodowo związana z sektorem rybactwa, w którym jej rodzina pracowała od pokoleń. Została dyrektorem zarządzającym przedsiębiorstwa BFP Eastern i działaczką organizacji branżowej Lowestoft Fish Market Alliance. Organizowała kampanie na rzecz wprowadzenia w Wielkiej Brytanii zakazu połowów ryb przy użyciu urządzeń elektrycznych, a także na rzecz przejęcia przez państwo większej kontroli nad swoimi obszarami morskimi. W 2019 zaangażowała się w działalność polityczną w ramach Brexit Party. W wyborach w tym samym roku z listy tego ugrupowania uzyskała mandat eurodeputowanej IX kadencji.